# Эгиалея (мифология)
Эгиалея (др.-греч. Αἰγιάλεια) — персонаж древнегреческой мифологии Жена Диомеда. Дочь Адраста и Амфитеи (либо внучка — дочь Эгиалея) Изменила мужу с Кометом, побуждённая Навплием, либо потому, что Афродита, которую ранил Диомед, наслала на неё страсть к любовникам. По другим версиям, изменила мужу с Ипполитом или Киллабаром. Вернувшись после войны, Диомед выбранил жену и покинул Аргос. Согласно Диодору, она вела себя с мужем не по справедливости и просила родственников расправиться с ним. Те, опираясь на помощь Эгисфа, приговорили Диомеда к смерти, и он бежал из Аргоса.